# Димитър Чембера
Вижте пояснителната страница за други личности с името Димитър Димов.
Димитър Наумов Димов, наричан Димитър Чембера, е български революционер, костурски селски войвода на Вътрешната македоно-одринска революционна организация.

## Биография
Чембера е роден в 1868 година в костурското село Бабчор, тогава в Османската империя. Присъединява се към редовете на ВМОРО. Четник е при Иван Попов и Васил Чекаларов. Участва в Илинденско-Преображенското въстание в 1903 година като войвода на бабчорската чета и с нея участва в похода на костурските чети към Мариово.
През Първата световна война служи в Единадесета пехотна македонска дивизия. Умира на 3 декември 1931 година в Гложене.